# Elección para gobernador de Texas de 1998
La elección para gobernador de Texas de 1998 tuvo lugar el 3 de noviembre. El gobernador republicano en ejercicio, George W. Bush, fue reelegido en una victoria aplastante sobre el demócrata Garry Mauro, quien ganó el 68% de los votos frente al 31% de Mauro. El margen de victoria del 37% de Bush fue el más grande ganado por cualquier candidato desde 1966 y hasta la fecha, el más grande jamás ganado por un candidato republicano.
Bush, hijo del expresidente de los Estados Unidos George H. W. Bush, fue elegido gobernador en 1994, derrotando a la actual gobernadora demócrata Ann Richards. Al asumir el cargo en enero de 1995, Bush tenía un índice de aprobación de cerca del 38%. En el transcurso de su primer mandato, esto aumentó significativamente, alcanzando el 70% en febrero de 1997. Al entrar en las elecciones, Bush tenía un índice de aprobación del 76%.

## Primaria republicana
|  | 96.60 % |

|  | 3.40 % |

|  | 100 % |

## Primaria demócrata
|  | 100 % |

|  | 100 % |

## Resultados
Bush ganó 239 condados, mientras que Mauro solo 15. Las encuestas de salida revelaron que Bush ganó el 27% del voto afroestadounidense, que fue el porcentaje más alto para cualquier candidato republicano en todo el estado y el 49% del voto hispano. Bush fue reelegido para un segundo mandato como gobernador el 19 de enero de 1999. A partir de 2020, esta es la elección para gobernador más reciente en la que el condado de Travis votó por el candidato republicano.
|  | 68.24 % |

|  | 31.18 % |

|  | 0.47 % |

|  | 0.03 % |

|  | 100 % |

|  | 32.40 % |